# Jardins de la Menara

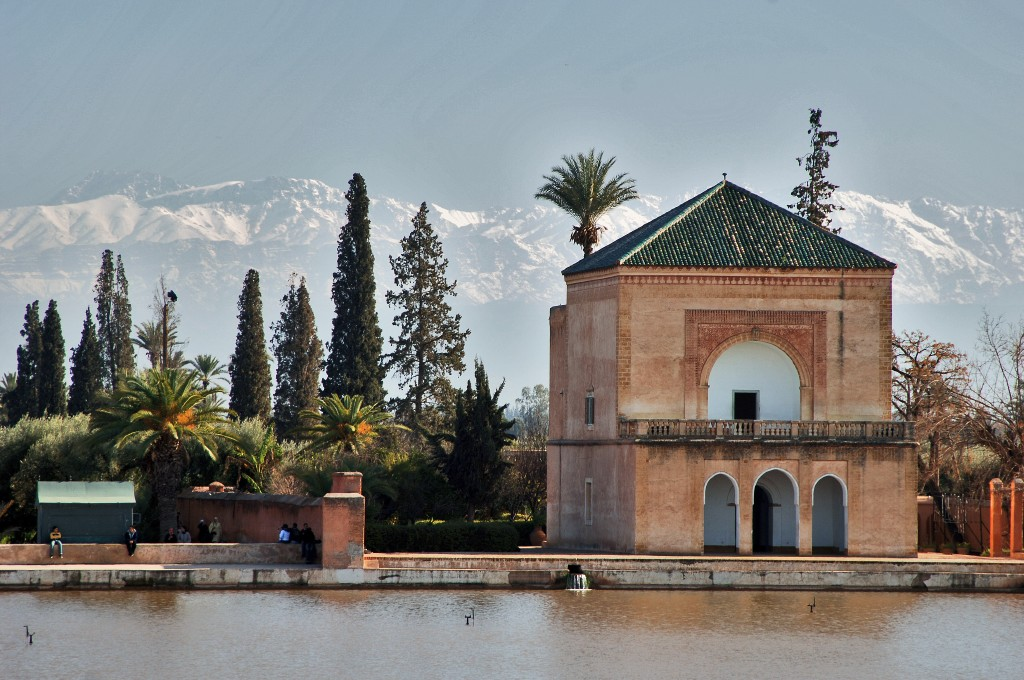
Pavelló sadita de la Menara envoltat pels jardins. Les muntanyes de l'Atles es poden veure al fons.

Els jardins de la Menara (àrab: حدائق المنارة, ḥadāʾiq al-Manāra) estan situats a l'oest de Marràqueix, Marroc, a les portes de les muntanyes de l'Atles. Es construïren al segle xii (al voltant del 1130) pel califa almohade Abd-al-Mumin.
El terme menara deriva del pavelló amb el sostre verd en forma de piràmide (menzeh). El pavelló fou construït per la dinastia sadita al segle xvi i renovat el 1869 pel soldà Abd-ar-Rahman ibn Hixam, que s'hi solia quedar a l'estiu.
El pavelló i el llac artificial estan envoltats per horts i per més de 10.000 oliveres. La intenció de la bassa era irrigar els jardins i horts circumdants que utilitzen un sistema sofisticat anomenat qanat, el qual li subministra aigua gràcies a un antic sistema hidràulic que transmet aigua de les muntanyes situades a aproximadament 30 km de Marràqueix.